# Mariska Hargitay

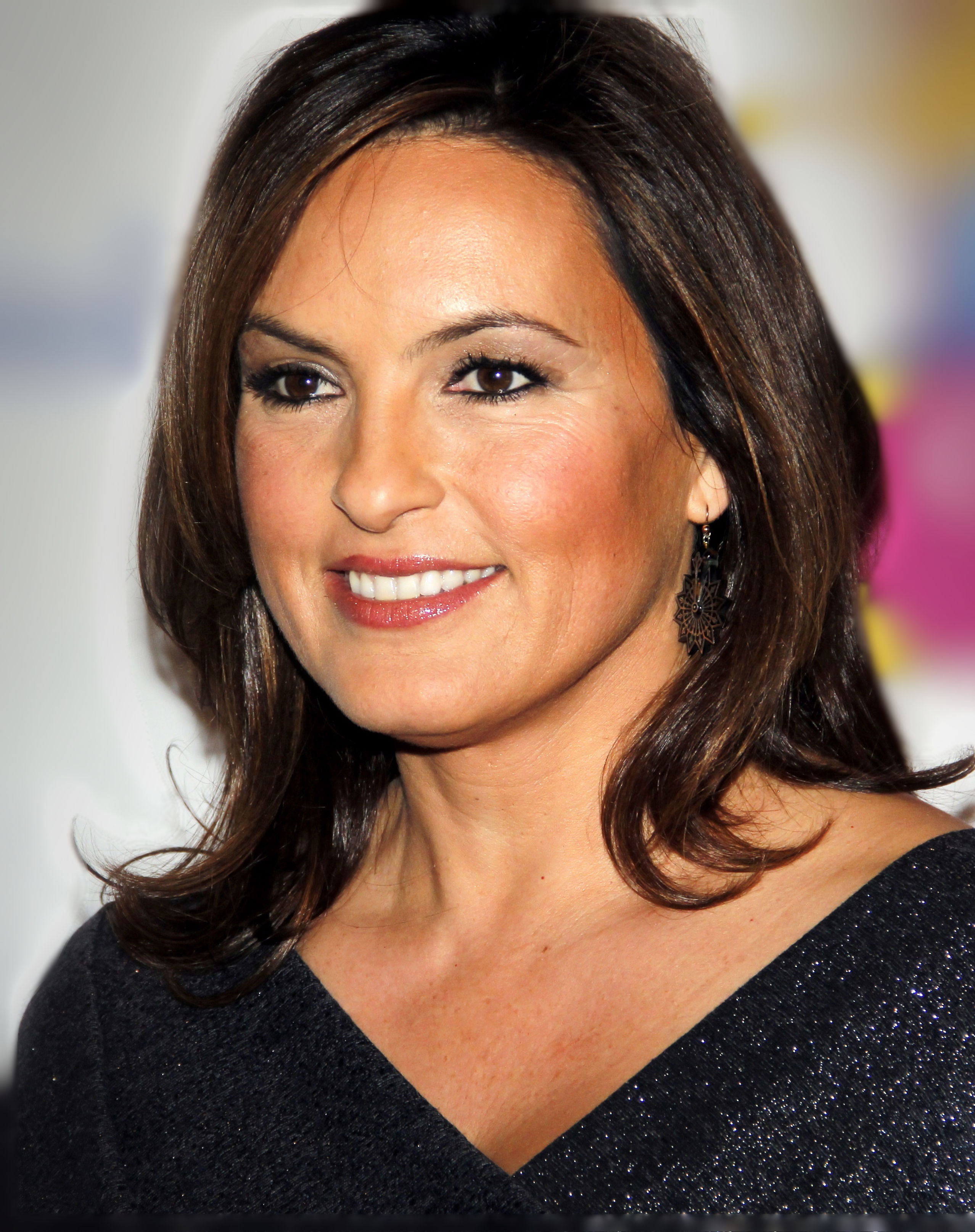
Mariska Hargitay, 2011

Mariska Magdolna Hargitay (* 23. Januar 1964 in Los Angeles) ist eine US-amerikanische Schauspielerin. Bekannt ist sie vor allem für ihre langjährige Hauptrolle in der Fernsehserie Law & Order: Special Victims Unit, für die sie 2006 einen Golden Globe gewann.

## Leben

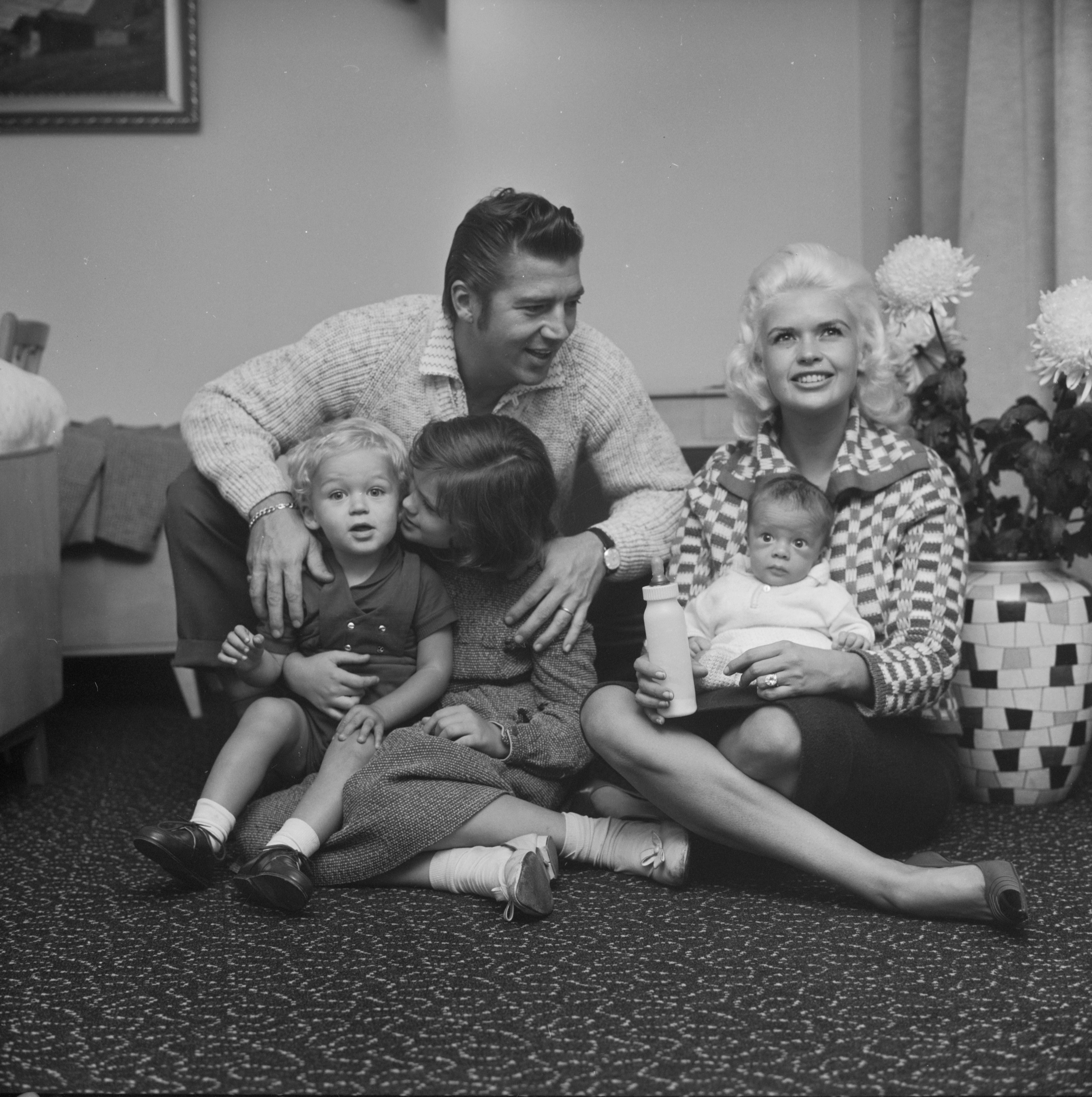
Hargitays Eltern, ihre Halbschwester und ihre beiden Brüder (um 1960)

Hargitay kam als Tochter der Schauspieler Jayne Mansfield und Mickey Hargitay zur Welt. Während der Premiere der Dokumentation „My Mom Jayne“ über ihre Mutter Jayne Mansfield, enthüllt Mariska Hargitay, dass der italienische Entertainer Nelson Sardelli ihr leiblicher Vater ist.
Im Alter von drei Jahren überlebte sie den Autounfall, bei dem ihre Mutter starb. Mariska und ihre Brüder Zoltan und Mickey jr. saßen auf der Rücksitzbank und kamen mit leichten Verletzungen davon.
Hargitay besuchte die University of California, Los Angeles, und belegte nach ihrem Bachelor weitere Kurse im Fach Theaterwissenschaft, verließ die Universität jedoch ohne Erlangung eines höheren Abschlusses. Später wurde sie Schauspielerin und hatte ihre erste Rolle in dem Film Ghoulies (1985). Danach trat sie vor allem in US-amerikanischen Fernsehserien wie Falcon Crest, Tequila & Bonetti, Emergency Room – Die Notaufnahme, Ein Single kommt immer allein, Baywatch, Die Liebe muß verrückt sein und Seinfeld auf. In Hollywood-Filmen wie Leaving Las Vegas (1995) erhielt sie Nebenrollen. In dem Filmdrama Mord im Schilf (2004) spielte sie die Hauptrolle. Seit 1999 spielt sie eine der Hauptrollen in der Krimiserie Law & Order: Special Victims Unit.
Hargitay ist mit dem Schauspieler Peter Hermann verheiratet, den sie während Dreharbeiten der Serie Law & Order: Special Victims Unit kennenlernte, wo dieser eine wiederkehrende Rolle als Anwalt verkörpert. Das Paar hat einen gemeinsamen Sohn (* 2006) und adoptierte im Jahr 2011 ein Mädchen (* 2011) und einen Jungen (* 2011).
Im Jahr 2004 gründete sie die Joyful Heart Foundation für Opfer sexuellen Missbrauchs.

## Auszeichnungen
Für ihre Rolle der Detective Olivia Benson in der US-Fernsehserie Law & Order: Special Victims Unit erhielt sie 2005 einen Golden Globe als Beste Hauptdarstellerin in einer Dramaserie und 2006 einen Primetime Emmy als Beste Hauptdarstellerin in einer Dramaserie, nachdem sie zuvor zweimal hintereinander für diesen Preis nominiert war.
Am 8. November 2013 wurde Hargitay mit einem Stern auf dem Hollywood Walk of Fame geehrt.

## Filmografie (Auswahl)

### Filme
- 1985: Ghoulies
- 1986: Welcome to 18 – Jetzt wird’s gefährlich (Welcome to 18)
- 1987: Jocks
- 1988: Mr. Universe
- 1989:	Finish Line
- 1991: Hard Time Romance
- 1991: Eine Perfekte Waffe (The Perfect Weapon)
- 1991: Strawberry Road (Sutoroberi rodo)
- 1993: Bank Robber
- 1993:	Blind Side – Straße in den Tod (Blind Side)
- 1994:	Gambler V: Playing for Keeps
- 1995: Leaving Las Vegas – Liebe bis in den Tod (Leaving Las Vegas)
- 1997:	Night Sins – Der Mörder ist unter uns (Night Sins)
- 1997: Der Advokat des Teufels (The Advocate’s Devil)
- 1999: Lake Placid
- 1999:	Love American Style
- 2001: Perfume
- 2004: Mord im Schilf (Plain Truth, Fernsehfilm)
- 2006: Die Chroniken von Erdsee (Gedo senki, Stimme für Tenar)
- 2008: Der Love Guru (The Love Guru)
- 2025: My Mom Jayne (Regisseurin)

### Serien
- 1986:	Downtown (14 Folgen)
- 1988:	In der Hitze der Nacht (In the Heat of the Night, Folge 1x08 In den Klauen des Killers)
- 1988:	Freddy’s Nightmares (Folge 1x04 Freddy’s Tricks and Treats)
- 1988:	Falcon Crest (15 Folgen)
- 1989:	Baywatch – Die Rettungsschwimmer von Malibu (Baywatch, Folge 1x05 Schatten der Vergangenheit)
- 1990:	Kampf gegen die Mafia (Wiseguy, Folge 3x15 Romp)
- 1990:	Die besten Jahre (thirtysomething, Folge 3x15 Fathers and Lovers)
- 1990:	Booker (Folge 1x15 Spuren im Schnee)
- 1990:	Chicago Soul (Gabriel’s Fire, Folge 1x10 Windows)
- 1992:	Tequila und Bonetti (Tequila and Bonetti, 11 Folgen)
- 1992:	Grapevine (Folge 1x02 The Katie and Adam Story)
- 1993:	Hotel Room (Folge 1x02 Getting Rid of Robert)
- 1993: Key West (Folge 1x04 Less Moonlight)
- 1993:	Seinfeld (Folge 4x23 Die Fernsehshow (1))
- 1995:	All American Girl (All-American Girl, Folge 1x19 Young Americans)
- 1995–1996: Die Liebe muß verrückt sein (Can’t Hurry Love, 19 Folgen)
- 1996:	Ellen (Folge 3x27 The Mugging)
- 1996:	Ein Single kommt immer allein (The Single Guy, 3 Folgen)
- 1997, 2000: Prince Street (6 Folgen)
- 1997:	Cracker (Folge 1x01 True Romance: Part 1)
- 1997–1998: Emergency Room – Die Notaufnahme (ER, 13 Folgen)
- seit 1999: Law & Order: Special Victims Unit
- 2000, 2005, 2022: Law & Order (4 Episoden)
- 2005: Law & Order: Trial by Jury (Folge 1x11 Day)
- 2014–2016: Chicago P.D. (3 Folgen)
- 2015: Chicago Fire (Folge 3x21 We Called Her Jellybean)
- 2017: Nightcap (Folge 1x10 Guest in a Snake)
- seit 2021: Law & Order: Organized Crime (Fernsehserie)

### Musikvideos
- 2015: Bad Blood (aus Taylor Swifts Album 1989) (Justice)
- 1984: She Loves My Car (aus Ronnie Milsaps Album One More Try for Love)